# Lidia Durkina
Lidia Durkina est une fondeuse russe, née le 11 septembre 1997 à Saint-Pétersbourg.

## Biographie
Pour sa première saison avec l'équipe nationale en 2015, elle gagne une médaille d'argent au Festival olympique de la jeunesse européenne à Steg sur 7,5 kilomètres classique. En 2016, elle court ses premiers championnats du monde junior, où elle est neuvième du cinq kilomètres classique notamment. En 2017, elle gagne le titre sur le relais. Elle fait ses débuts en Coupe du monde en décembre 2017 à Davos, avant de marquer ses premiers points au mois de janvier qui suit au dix kilomètres classique de Planica (27e).
En décembre 2018, elle obtient son premier podium avec le relais en Coupe du monde, à Beitostølen, puis est appelée à prendre part au Tour de ski, qu'elle achève au 19e rang.
Aux Championnats du monde des moins de 23 ans 2019, elle remporte la médaille d'argent au quinze kilomètres classique, derrière Anna Zherebyateva.

## Palmarès

### Coupe du monde
- Meilleur classement général : 39e en 2019.
- Meilleur résultat individuel : 13e.
- 1 podium en relais : 1 deuxième place.

#### Classements par saison
| Saison / Épreuve | Saison / Épreuve | Général | Général | Distance | Distance | Sprint | Sprint |
| Saison / Épreuve | Saison / Épreuve | Class.  | Points  | Class.   | Points   | Class. | Points |
| ---------------- | ---------------- | ------- | ------- | -------- | -------- | ------ | ------ |
| 2018             | 2018             | 100e    | 4       | 76e      | 4        | -      | -      |
| 2019             | 2019             | 39e     | 175     | 29e      | 117      | -      | -      |
| 2020             | 2020             | 61e     | 59      | 48e      | 35       | 82e    | 4      |

### Championnats du monde junior
- Médaille d'or du relais en 2017 à Soldier Hollow.

### Championnats du monde des moins de 23 ans
- Médaille d'argent du quinze kilomètres classique en 2019 à Lahti.

### Festival olympique de la jeunesse européenne
- Médaille d'argent sur 7,5 km classique en 2015.

### Coupe d'Europe de l'Est
- 1 victoire.